# Parochthiphila spectabilis
Parochthiphila spectabilis – gatunek muchówki z rodziny srebrnikowatych i podrodziny Chamaemyiinae.
Gatunek ten opisany został w 1858 roku przez F. Hermanna Loewa jako Ochtiphila spectabilis.
Muchówka o ciele długości od 3,7 do 4,7 mm. Głowa jej jest nie dłuższa niż wysoka, zaopatrzona w szczecinki orbitalne i poprzeczną przepaskę pośrodku czoła. Barwa czułków jest żółta z ciemnobrązową górną krawędzią i wierzchołkiem trzeciego członu. Chetotaksja śródplecza obejmuje cztery pary szczecinek śródplecowych, natomiast brak w niej szczecinek przedtarczkowych. Golenie wszystkich par odnóży mają czarną przepaskę przy nasadzie. Narządy rozrodcze samca odznaczają się silnie poszerzonym u nasady i ostro zwężonym u szczytu fallusem.
Owad znany z Hiszpanii, Wielkiej Brytanii, Francji, Holandii, Finlandii, Austrii, Włoch, Polski, Litwy, Estonii, Węgier, Ukrainy, Bułgarii i wschodniej Palearktyki.